# Cantonul Poitiers-4
Cantonul Poitiers-4 este un canton din arondismentul Poitiers, departamentul Vienne, regiunea Poitou-Charentes, Franța.

## Comune
| Comune       | Populație (1999) | Cod poștal | Cod INSEE |
| ------------ | ---------------- | ---------- | --------- |
| Poitiers     | 89 253 (1)       | 86000      | 86194     |
| Saint-Benoît | 6 989            | 86280      | 86214     |